# 1481
Năm 1481 là một năm trong lịch Julius.

## Sự kiện
- 3 tháng 5 - Mehmed II, Sultan của Đế quốc Ottoman chết và con trai của ông Bayezid II kế vị.
- 21 tháng 5 - Christian I, Vua Đan Mạch và Na Uy chết và con trai ông là John nối ngôi (1481-1513).
- 29 tháng 8 - John II của Bồ Đào Nha bắt đầu tự mình cai trị.
- 10 tháng 9 - Alphonso II của Napoli chiếm lại thành phố Otranto